# Австралійське бюро статистики
Австралійське бюро статистики (англ. Australian Bureau of Statistics; ABS) — незалежний національний орган статистики в уряді Австралії. Бюро надає ключові статистичні дані з широкого кола питань економіки, населення, екології та соціальної сфери, а також допомагає та заохочує прийняття окремих рішень відповідно до результатів досліджень та після громадських і урядових слухань.

## Історія
З 1901 року кожен штат і територія Австралійського Союзу збирали власні статистичні дані для місцевого використання. Хоча були спроби координувати збір такої інформації через щорічну конференцію статистиків, стало швидко зрозуміло, що потрібен загальнодержавний статистичний орган, який буде зобов'язаний розробляти національну політику збору, обробки й оприлюднення такої порівняльної статистики.
1905 року окремим законом було створено національне Бюро переписів і статистики Австралійського Союзу (англ. The Commonwealth Bureau of Census and Statistics; CBCS). Його очолив сер Джордж Кніббс. Спочатку бюро розташовувалось в Мельбурні й було прикріплене до Міністерства внутрішніх справ. 1928 року бюро переїхало до нової столиці, міста Канберра, а 1932 року було закріплене за портфелем скарбника в кабінеті міністрів. Спочатку штати зберігали власні статистичні бюро, які співпрацювали разом з федеральним бюро для підготовки національних звітів. Проте, у деяких штатах відчувався брак ресурсів для підтримки необхідного рівня державної служби. 1924 року з федеральним бюро першим з локальних органів злилось тасманійське статистичне бюро; 20 серпня 1957 року його шлях повторило бюро Нового Південного Уельсу. Після чого наприкінці 1950-х років під керівництвом сера Стенлі Карвера, головного статистика, були об'єднані усі місцеві бюро в єдину структуру.
1974 року було створено загальнонаціональне бюро статистики. Законом Австралії про статистику 1975 року уряд надав повноваження бюро головного органу на чолі з австралійським статистиком і відповідальним перед держскарбником.
З 2015 року на наступну п'ятирічку уряд Австралії запланував інвестувати в бюро $250 млн.

## Мета й цінності
Головною метою бюро є «інформувати населення і уряд країни з важливих питань, запровадження інновації у галузі збору актуальних, надійних, об'єктивних даних, статистики та висновків». Цінності які сповідує бюро знаходяться в повній відповідності з цінностями Австралійської державної служби (APS) і включають неупередженість, віддане служіння, підзвітність, шанобливу та етичну поведінку.

## Напрямки роботи
Програма роботи статистичного бюро досить велика, вона охоплює широкий спектр тем, і щорічно випускає кілька сотень спеціалізованих звітів. Головні тематики по яким працює бюро:
- Економіка. Бюро публікує щомісячні, щоквартальні й узагальнюючі щорічні звіти як про головні економічні показники[7], індекс споживчих цін[8], національні рахунки[9], середня щотижнева заробітна плата[10], трудові ресурси[11], так і окремі галузеві звіти. Ця статистика є невід'ємною частиною функціонування економіки Австралії та має прямий вплив на урядове регулювання процентної ставки, цін на ринку нерухомості, зайнятість, курс австралійського долара, ціни на сировину тощо.
- Демографія. Бюро публікує ряд демографічних звітів, в яких висвітлюються демографічні показники народонаселення[12], такі як природний приріст[13] та його прогноз[14], міграція внутрішня[15] та зовнішня[16], народжуваність[17] і смертність[18].
- Корінне населення. Бюро регулярно проводить соціальні дослідження життя аборигенів, збирає інформацію про охорону здоров'я, освіту, культуру, зайнятість тощо[19].
- Здоров'я. Дослідження охорони здоров'я 2011—2012 років було найповнішим дослідженням у цій галузі, яке коли-небудь проводилося в державі. Вперше до програми дослідження було включено біомедичний компонент, в якому респонденти мали можливість надавати біологічні зразки, такі як кров і сеча, на аналіз. Це дозволило отримати докладну інформацію про здоров'я нації, наприклад, поширеність таких захворювань, як цукровий діабет. Багато людей згодом були проінформовані про стан власного здоров'я, про який вони не знали до тестування[20]. Іншим компонентом дослідження було ведення щоденників харчування, які потім використовувались для встановлення картини харчування та дієтичних уподобань нації[21].
- Освіта. Головні звіти бюро в галузі національної освіти стосуються дошкільної[22] й середньої[23], вищої освіти й праці[24]. У них розглядаються усі аспекти освіти в країни від дошкільної до вищої та післядипломної.
- Навколишнє середовище. Бюро видає широкий спектр публікацій з питань довкілля, що охоплюють енерго- та водокористування, природоохоронні заходи, землеустрій та сільське господарство тощо. 2011 року був опублікований новаторський звіт із землекористування щодо Великого Бар'єрного рифу з використанням технології Google Maps[25].
- Злочинність. Бюро публікує ряд звітів про стан злочинності в країні, про її види та відносний розподіл інцидентів[26], жертв злочинів[27] пенітенциарну систему[28] та в'язниці[29].
- Прикладні наукові дослідження. Бюро з 1978 року проводить опитування для оцінювання витрат матеріальних та людських ресурсів на науково-дослідну діяльність (R&D) різних підприємств і організацій Австралії. Оброблені результати дають змогу спостерігати за характером і розподілом такої діяльності в країні[30].
- узагальнені хронологічні статистичні показники Австралії.

У серпні 2017 року ліберальний уряд Малкольма Тернбулла доручив Держскарбниці видати розпорядження провести статистичне дослідження думок австралійців щодо законодавчого оформлення одностатевих шлюбів, що дістало назву — Австралійське поштове дослідження стосовно одностатевих шлюбів (англ. Australian Marriage Law Postal Survey).

## Переписи населення
Бюро, згідно із положеннями відповідного закону від 1905 року, кожні 5 років проводить національний перепис населення. Останній, 17-й національний перепис в Австралії відбувся 9 серпня 2016 року. Результати перепису були оприлюднені 27 червня 2017 року на офіційному сайті й у вигляді друкованого звіту.
Перепис населення є найбільшим статистичним збором даних, що здійснюється бюро і одним з найважливіших для федерального уряду. Перепис має на меті точно виміряти чисельність населення, кількість домогосподарств, ряд їхніх ключових характеристик. Ця інформація використовується для інформування державних органів влади, для створення меж виборчих округів, планування інфраструктури та надання комунальних послуг. Окрім уряду дані перепису можуть вільно використовувати засоби масової інформації, неприбуткові організацій, дослідники та науковці.

### Перепис 2016 року
Під час перепису 2016 року бюро зробило крок у здійсненні онлайн-переписів через авторизацію на власному сайті, а не через традиційні паперові форми. Проте його форми були недосяжні протягом 43 годин з 7:30 вечора 9 серпня через серію хакерських атак, які спонукали бюро перейти до автономного режиму. Головний статистик, Девід Каліш, сказав, що сайт був закритий після численних DDoS-атак на онлайн-форму. Управління радіотехнічної оборони Австралії (ASD) підтвердило, що інцидент був DDoS-атакою, яка не призвела до будь-якого несанкціонованого доступу або вилучення особистої інформації. Онлайн-форма перепису була повернута о 2:30 11 серпня. Після події був оформлений сенатський запит. Незалежна група під головуванням австралійського статистика зробила висновок, що онлайн-перепис підходить для задекларованих цілей, а зібрані під час нього дані можуть використовуватися як такі, що заслуговують на довіру.

## Керівництво

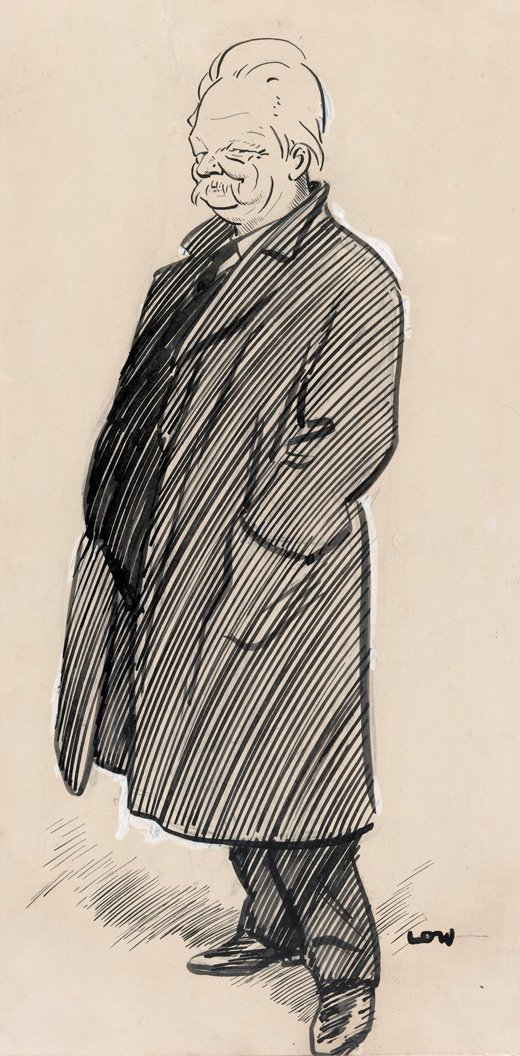
Джордж Хедлі Кніббс, перший статистик Австралії

Від 1975 року посада керівника бюро офіційно називається — австралійський статистик (англ. Australian Statistician). Раніше посада називалась — союзний статистик (англ. Commonwealth Statistician). У різні часи посаду обіймали такі особи:
- з 1906 по 1921 рік — Джордж Хедлі Кніббс (1858—1929)[38]
- з 1922 по 1932 рік — Чарльз Генрі Вікенс (1872—1939)[39]
- з 1933 по 1936 рік — Едвард Таннок Макфі[40]
- з 1936 по 1940 рік — сер Роланд Вілсон[40]
- з 1940 по 1946 рік — сер Стенлі Рой Карвер (1897—1967)[40][41]
- з 1946 по 1951 рік — сер Роланд Вілсон[40]
- з 1951 по 1962 рік — сер Стенлі Рой Карвер[40][41]
- з 1962 по 1970 рік — Кейт Арчер[40]
- з 1970 по 1976 рік — Джек О'Нілл
- з травня по грудень 1976 року — Вільям Коле[40]
- з липня 1977 по 1985 рік — Рой Кемерон[40]
- з липня 1986 по 1994 рік — Ієн Каслс[40]
- з 1995 по липень 2000 року — Білл Макленнан[42]
- з липня 2000 по січень 2007 року — Денніс Тревін
- з березня 2007 по січень 2014 року — Браян Пінк[43]
- з 13 січня по 14 лютого 2014 року — виконувач обов'язків Ієн Юінг
- з 17 лютого по 12 грудня 2014 року — в. о. Джонатан Палмер[44]
- з 15 грудня 2014 року — Девід Каліш[45]
- з 10 грудня 2019 — Девід Ґруен.

## Міжнародне співробітництво
Австралійське бюро статистики бере участь у міжнародних та регіональних статистичних форумах, співпрацює зі Статистичним відділом ООН та європейською економічною комісією (UNECE), комітетом статистики і статистичної політики ОЕСР (CSSP), конференцією європейських статистиків (CES).
Бюро підтримує партнерські відносини з міністерством закордонних справ заради надання інформації для створення і поширення програм в Індо-Тихоокеанському регіоні. Бюро здійснювало офіційні міжнародні візити до Китаю, Японії, Канади, Кореї та Непалу.